# Уральское горное обозрение
Уральское горное обозрение — еженедельный журнал, издаваемый в Екатеринбурге в 1897—1904 годах и в Санкт-Петербурге в 1904—1906 годах.

## История
Журнал создан в 1897 году как периодическое издание Совета съездов уральских горно-, золото- и платинопромышленников, совещания уральских химиков. Журнал печатался в Екатеринбурге в 1897—1904 годах, затем в Санкт-Петербурге в 1905—1906 годах. В 1906 году журнал был закрыт.

## Темы
Редакционная политика журнала была направлена на «задачи и нужды уральской горной промышленности»: печатались статьи по технологии, экономике, «узаконению и распоряжению производства»; отчёты о деятельности съездов, золото- и платинопромышленников; статистика; хроника; библиография. Статьи журнала освещали деятельность Уральского горного правления.

## Авторы статей
В журнале публиковались статьи российских и зарубежных авторов: Е. Н. Барбот де Марни, В. Е. Боков, В. Е. Грум-Гржимайло, В. Н. Липин, М. А. Павлов, В. А. Писарев, Л. Г. Романов, Н. Г. Стрижов, И. Н. Темников, А. И. Фадеев, В. П. Ярков и другие.

## Главные редакторы журнала
Редакторами журнала в разные годы были: Н. П. Штейнфельд в 1897—1901 годах, А. И. Фадеев в 1901 году (№ 7-25), В. В. Мамонтов в 1901—1905 годах, Л. Д. Тенчинский в 1905 году (№ 7—20), А. Е. Богдановский в 1905—1906 годах.